# Cheux
Cheux is een plaats en voormalige gemeente in het Franse departement Calvados in de regio Normandië en telt 1085 inwoners (1999). De plaats maakt deel uit van het arrondissement Caen.

## Geschiedenis
De gemeente viel onder het kanton Tilly-sur-Seulles totdat dit op 22 maart 2015 werd opgeheven en de gemeente werd opgenomen in het op die dag nieuwgevormde kanton Bretteville-l'Orgueilleuse. Op 1 januari fuseerde de gemeente met  Bretteville-l'Orgueilleuse, Brouay, Le Mesnil-Patry, Putot-en-Bessin en Sainte-Croix-Grand-Tonne tot de commune nouvelle Thue et Mue.

## Geografie
De oppervlakte van Cheux bedraagt 14,4 km², de bevolkingsdichtheid is 75,3 inwoners per km².
De onderstaande kaart toont de ligging van Cheux met de belangrijkste infrastructuur en aangrenzende gemeenten.

## Demografie
Onderstaande figuur toont het verloop van het inwonertal (bron: INSEE-tellingen).
Vanwege een beveiligingsprobleem met de MediaWiki Graph-software is het momenteel niet mogelijk deze grafiek weer te geven. Zodra de software is bijgewerkt zal de grafiek vanzelf weer zichtbaar worden.
Bretteville-l'Orgueilleuse · Brouay · Cheux · Le Mesnil-Patry · Putot-en-Bessin · Sainte-Croix-Grand-Tonne